# Gerrhosauridae
Gerrhosauridae је фамилија гуштера која насељава Африку и Мадагаскар. Обухвата 6 родова са 34 врсте. Сматра се сродном фамилији Cordylidae. 

## Станиште
Врсте породице Gerrhosauridae живе у различитим стаништима, од каменитих пукотина до пешчаних дина.

## Опис
Форма тела код припадника ове фамилије је разнолика, поједине врсте имају четири потпуно развијена екстремитета, док друге имају само вестигијалне задње удове. 

## Репродукција
Сматра се да је код већина врста присутна овипарна репродукција. 

## Класификација
Породица Gerrhosauridae
- потфамилија Gerrhosaurinae
  - род Angolosaurus
  - род Cordylosaurus
  - род Gerrhosaurus
  - род Tetradactylus
- потфамилија Zonosaurinae
  - род Tracheloptychus
  - род Zonosaurus